# Allgemeines Register
In das Allgemeine Register einer Behörde oder eines Gerichts werden „sonstige“ Vorgänge eingeordnet, die keinem anderen Register zugeordnet werden können. So werden beispielsweise Rechtshilfeersuchen, die von einem Gericht an ein anderes Gericht gestellt werden, beim ersuchten Gericht in das Allgemeine Register aufgenommen.
Bei Staatsanwaltschaften dient das Allgemeine Register dazu, Vorgänge aufzunehmen, in denen zwar schon Ermittlungen eingeleitet wurden, bei denen aber (noch) kein Anfangsverdacht besteht. Regelmäßig wird allen Strafanzeigen ein Aktenzeichen aus dem Register „Js“ oder „UJs“ zugewiesen, ohne dass der Anfangsverdacht genau geprüft wird. Das Allgemeine Register wird nur verwendet, wenn es in Fällen von öffentlichem Interesse opportun erscheint, das Fehlen eines Anfangsverdachts zu dokumentieren.
Beim Bundesverfassungsgericht werden Verfassungsbeschwerden und ähnliche Eingaben, in denen eine richterliche Entscheidung nicht erforderlich scheint, vom Präsidialrat im Allgemeinen Register geführt.
Das Allgemeine Register trägt bei Gerichten das Registerzeichen AR.